# Charles François Darnaudin
Charles François Darnaudin est un architecte français né à Versailles (actuel département des Yvelines) le 16 novembre 1741 et mort à Paris le 13 octobre 1793. Grand prix en 1763, inspecteur des Bâtiments du roi, il fut nommé grand voyer de Versailles en 1779 et, à ce titre, exerça un strict contrôle sur les permis de construire qui contribua à donner à la ville royale sa physionomie actuelle.

## Biographie
Charles François Darnaudin fut l'élève de Blondel, qui l'estimait, et de Loriot. Il monta en loge pour le Grand prix en 1760 et 1761 et remporta le grand prix en 1763 avec pour sujet : « un arc de triomphe dans un carrefour »
Pendant son séjour au Palais Mancini à Rome, Darnaudin effectua un relevé de la bibliothèque dominicaine de la Minerve, pour documenter Soufflot qui étudiait le transfert de la bibliothèque royale depuis la rue de Richelieu dans l'aile de la Colonnade et l'aile du Bord-de-l'eau du palais du Louvre.
Architecte à Versailles, Darnaudin fut soutenu par l'intendant du Garde-meuble, Thierry de Ville-d'Avray, pour qui il construisit l'hôtel du Garde-meuble, rue des Réservoirs à Versailles et rebâtit en 1776 le château de Ville-d'Avray et, en 1789, l'église de Ville-d'Avray.
Lorsque le comte d'Angiviller, directeur des Bâtiments du Roi, décida de mieux contrôler la voirie de Versailles, qui avait été supervisée depuis 1769 par Louis-François Trouard, « homme opportuniste, dont l'indulgence et le laxisme avaient porté atteinte à l'harmonie de la ville royale », Darnaudin et son confrère Nicolas-Martial Foacier furent nommés grands voyers de Versailles en 1779 aux appointements de 1 500 livres. Le procureur auprès du bailliage, Augustin-Henri Hennin de Beaupré, les installa en 1785 dans de beaux locaux rue du Vieux-Versailles. « Ils ne délivraient le permis de construire qu'avec une extrême sévérité. Chaque propriétaire devait leur remettre en double exemplaire une élévation, un plan et un profil de son futur immeuble. Ils visitaient les chantiers chaque quinzaine, vérifiaient la hauteur des maisons, limitée à huit toises, examinaient les perrons, les balcons, les toits ; ils exigeaient des poitrails et des jambes étrières destinés à assurer la solidité des constructions. Imbus du classicisme gréco-romain, ils pourfendaient l'architecture “exécrable” et “ridicule”, corrigeaient à l'encre rouge les avant-corps dissymétriques, supprimaient les fausses fenêtres. [...] Le Versailles de Louis XVI est leur œuvre, car les entrepreneurs avisés soumettaient à leur approbation les projets qu'ils savaient leur convenir. La ville actuelle doit à Darnaudin sa distinction hautaine. »
Architecte du roi, Darnaudin fut inspecteur du château de Versailles. Il fut de ceux qui participèrent en 1780 au concours pour sa reconstruction. Il restaura les plombs du bassin de Neptune.

## Réalisations et principaux projets
- Hôpital civil de Versailles (Hôpital Richaud), no 78, boulevard de la Reine, Versailles : En 1781[8], Darnaudin entreprit la construction de l'hôpital civil pour lequel des plans avaient été donnés précédemment par Gabriel et par un architecte moins connu nommé Gravois. « Le plan emprunte la forme d'un H. La chapelle y occupe le milieu de la barre horizontale, de manière à séparer les salles des deux sexes. La colonnade circulaire du rez-de-chaussée soutient à l'étage la tribune des malades. Quatre niches placées sur les diagonales raccordent le cercle central au carré qui l'inscrit. Une coupole coiffe le tout, si bien que l'édifice néo-classique associe Sainte-Constance, le Panthéon et les tepidaria des thermes impériaux. En façade, le péristyle dorique est d'un palladianisme sévère. La construction de l'hôpital se poursuivit sur les plans de Darnaudin sous la Restauration, avant d'être achevée par un architecte versaillais nommé Paris. »[6] Les travaux furent terminés en 1833[9].
- Hôtel du Garde-Meuble, rue des Réservoirs, Versailles.
- Hôtel de Séran, Versailles.
- Château de Ville-d'Avray, Ville-d'Avray (Hauts-de-Seine), 1776.
- Église Saint-Nicolas Saint-Marc, place Charles-Laroche, Ville-d'Avray, 1789 : En 1788, le baron de Ville-d'Avray décida la construction d'une nouvelle église pour remplacer l'ancienne qui menaçait ruine et il fit appel à Darnaudin et à l'entrepreneur des bâtiments du roi, Jacques Marquet. La première pierre fut posée le 11 juillet 1789 en présence de Thierry de Ville-d'Avray qui finança les travaux grâce aux fonds consentis par le Roi[10]. C'est l'une des rares églises, avec celle de Courbevoie, construites en France pendant la Révolution[11]. Consacrée en 1791 par un prêtre constitutionnel, elle est transformée en 1793 en temple de la Raison, puis rendue au culte en 1795[12]. De style néo-classique, l'église présente une façade percée d'un porche encadré de refends, le tout surmonté d'un fronton abritant une horloge. Elle est flanquée d'un clocher carré peu élevé.

### Sources
- Michel Gallet, Les Architectes parisiens du XVIIIe siècle : Dictionnaire biographique et critique, Paris, Éditions Mengès, 1995, 494 p. (ISBN 2-85620-370-1)